# Oxford (North Carolina)
Oxford is een plaats (city) in de Amerikaanse staat North Carolina, en valt bestuurlijk gezien onder Granville County.

## Demografie
Bij de volkstelling in 2000 werd het aantal inwoners vastgesteld op 8338.
In 2006 is het aantal inwoners door het United States Census Bureau geschat op 8550, een stijging van 212 (2,5%).

## Geografie
Volgens het United States Census Bureau beslaat de plaats een oppervlakte van
11,6 km², geheel bestaande uit land. Oxford ligt op ongeveer 144 m boven zeeniveau.

## Plaatsen in de nabije omgeving
De onderstaande figuur toont nabijgelegen plaatsen in een straal van 20 km rond Oxford.